# Liqui Moly Open 2021
Il Liqui Moly Open 2021 è un torneo di tennis femminile giocato sui campi in terra rossa all'aperto. È la 2ª edizione del torneo, che fa parte del WTA Challenger Tour 2021. Il torneo si gioca al TC Rüppurr di Karlsruhe, in Germania, dal 7 al 12 settembre 2021.

## Partecipanti al singolare

### Teste di serie
| Nazionalità | Giocatrice                | Ranking* | Testa di serie |
| ----------- | ------------------------- | -------- | -------------- |
| Francia     | Clara Burel               | 92       | 1              |
| Slovacchia  | Anna Karolína Schmiedlová | 93       | 2              |
| Egitto      | Mayar Sherif              | 96       | 3              |
| Italia      | Martina Trevisan          | 106      | 4              |
| Slovenia    | Kaja Juvan                | 109      | 5              |
| Belgio      | Maryna Zanevs'ka          | 113      | 6              |
| Australia   | Astra Sharma              | 114      | 7              |
| Romania     | Irina Maria Bara          | 118      | 8              |

* Ranking al 30 agosto 2021.

### Altre partecipanti
Le seguenti giocatrici hanno ricevuto una wild card per il tabellone principale:
- Sina Herrmann
- Tatjana Maria
- Nastasja Schunk
- Alexandra Vecic

Le seguenti giocatrici sono passate dalle qualificazioni:
- Giulia Gatto-Monticone
- Katharina Hobgarski
- Yana Morderger
- Tereza Mrdeža

### Ritiri
Prima del torneo
- Ana Bogdan → sostituita da  Maddison Inglis
- Elisabetta Cocciaretto → sostituita da  Jaqueline Cristian
- Varvara Gračëva → sostituita da  Paula Ormaechea
- Polona Hercog → sostituita da  Ekaterine Gorgodze
- Kristína Kučová → sostituita da  Rebecca Šramková
- Varvara Lepchenko → sostituita da  Grace Min
- Jasmine Paolini → sostituita da  Lucia Bronzetti
- Nuria Párrizas Díaz → sostituita da  Katarina Zavac'ka
- Kristýna Plíšková → sostituita da  Tamara Korpatsch
- Arantxa Rus → sostituita da  Anastasija Gasanova
- Elena-Gabriela Ruse → sostituita da  Dalma Gálfi
- Viktorija Tomova → sostituita da  Cristina Bucșa
- Zhang Shuai → sostituita da  Katarzyna Kawa

## Partecipanti al doppio

### Teste di serie
| Nazione   | Giocatrice       | Nazione     | Giocatrice           | Rank1 | Seed |
| --------- | ---------------- | ----------- | -------------------- | ----- | ---- |
| Australia | Astra Sharma     | Paesi Bassi | Rosalie van der Hoek | 218   | 1    |
| Germania  | Vivian Heisen    | Belgio      | Kimberley Zimmermann | 232   | 2    |
| Polonia   | Katarzyna Piter  | Egitto      | Mayar Sherif         | 271   | 3    |
| Romania   | Irina Maria Bara | Georgia     | Ekaterine Gorgodze   | 286   | 4    |

* Ranking al 30 agosto 2021.

### Altre partecipanti
Le seguenti giocatrici hanno ricevuto una wild card per il tabellone principale:
- Nastasja Schunk /  Alexandra Vecic

## Campionesse

### Singolare
Mayar Sherif ha sconfitto in finale  Martina Trevisan con il punteggio di 6-3, 6-2.

### Doppio
Irina Maria Bara /  Ekaterine Gorgodze hanno sconfitto in finale  Katarzyna Piter /  Mayar Sherif con il punteggio di 7-5, 6–2.